# 巴千草
巴 千草（ともえ ちぐさ、1973年3月7日 - ）は、日本の元女優・タレント。本名：近藤 恵子（こんどう けいこ）。
佐賀県出身。研音に所属していた。

## 略歴
福岡県でモデル活動をしていた際に所属していた事務所の社長の紹介で、研音所属となり、主にフジテレビ・共同テレビ製作のドラマに出演。1995年には負傷で降板した葉月レイナに代わり特撮テレビドラマ『重甲ビーファイター』（テレビ朝日）でレッドル/鷹取舞役として第22話よりヒロイン役を演じた。
趣味・特技は、音楽鑑賞、食べ歩き、ヒヨコのものまね。スポーツは不得意。所属事務所の先輩にあたる山口智子を尊敬していた。現在は引退している。

## 出演

### テレビドラマ
- 29歳のクリスマス（1994年、CX / 共同テレビ）
- ヘルプ!（1995年、CX / 共同テレビ）
- 星の金貨 第3話「愛のない記念日…私の恋人を奪わないで」（1995年、NTV）
- メタルヒーローシリーズ（ビーファイター）
  - 重甲ビーファイター 第22話「ヒロイン初体験」 - 第53話「翔け!! 英雄（）達」（1995年 - 1996年、ANB / 東映） - 鷹取舞 / レッドル
  - ビーファイターカブト 第25話「帰ってきたアイツ達!」 - 第27話「6大戦士絶体絶命」、第47話「BFの父 老師死す!!」（1996年 - 1997年、ANB / 東映） - 鷹取舞 / レッドル
- 古畑任三郎 第2シリーズ 第11話「しばしのお別れ」（1996年、CX / 共同テレビ） - 小園
- 対極の天 恋愛二都物語（1996年、CX）
- 木曜の怪談 怪談倶楽部（中学生篇） 第5話「死を招くカメラ」（1996年、CX）
- コーチ（1996年、CX / 共同テレビ） - 沢口瞳
- 月曜ドラマスペシャル / ブライダルコーディネーターの事件簿1 疑惑の花嫁（1996年、TBS） - 小枝瞳
- 理想の結婚（1997年、TBS） - 井上その子
- いいひと。（1997年、KTV・共同テレビ）
- コーチスペシャル（1997年、CX / 共同テレビ） - 小松沢瞳
- ゴールデンロマンスを私に（1997年、NBN）
- 走れ公務員! 第1話「婦警だってOLヨ」（1998年、CX / 共同テレビ）

### その他のテレビ番組
- ウッチャンナンチャンのウリナリ!!（1996年、NTV）
- 電リク! BEAT BOX（1998年、TOKYO-MX）
- 千円の食卓（ANB）
- ウモクビ（CX）

### ラジオ
- Midnight. digio Message（Star digio）

### CM
- スペースワールド